# Nemacheilus nilgiriensis
Nemacheilus nilgiriensis är en fiskart som beskrevs av Menon, 1987. Nemacheilus nilgiriensis ingår i släktet Nemacheilus och familjen grönlingsfiskar. IUCN kategoriserar arten globalt som livskraftig. Inga underarter finns listade i Catalogue of Life.